# Ophiothyreus goesi
Ophiothyreus goesi is een slangster uit de familie Ophiolepididae.
De wetenschappelijke naam van de soort werd in 1872 gepubliceerd door Axel Vilhelm Ljungman.